# Cristóbal Helvico
Cristóbal Helvico (Christoph Helvig, en alemán) fue un erudito, filólogo y cronologista nacido en Sprendlingen, cerca de Fráncfort, Alemania en 1581 y fallecido en 1617.

## Biografía
Helvico dominaba las lenguas antiguas y orientales, la teología y la medicina. Fue profesor de griego y de hebreo en 1605. Después desempeñó la cátedra de teología en 1610, en la universidad de Giessen.
Aparece citado en una Biblia comentada editada en México en 1832: 

Por último, un cronologista alemán llamado Cristóbal Helvico distingue dos eclipses previstos por Tales de Mileto, uno en tiempo de Astiages en 585 y el otro en el de Ciaxares en 607, de lo que se seguiría que la guerra contra los Lidios comenzara en 612, es decir, seis años después de la fuga de los escitas y dos de la paz celebrada por Aliates con los Milesios en el año siguiente a la ruina de Nínive.

## Obras
- Theatrum historicum et chronologicum, 1609.
- Compendium hebraeae grammaticae, 1614.
- Diatrabe astrologica, 1699.
- Elenchi judaici, 1702.
- Epelenchus sive appendix elenchorum judaicorum, 1613.
- Exercitationum philologio-historicum, Lug. Bat., 1699.
- Grammatica latina, 1620.
- Familiaria colloquia opera, 1652.
- Poetica latina, 1614.
- Tractatus historicus et theologicus, 1612.
- Theatrum historicum, 1628.